# Tribromuro di lantanio
Il tribromuro di lantanio, o bromuro di lantanio(III) è un sale alogenuro inorganico del lantanio con formula bruta LaBr3. Quando è puro, è una polvere bianca incolore. I cristalli singoli di tribromuro di lantanio sono cristalli esagonali con punto di fusione di 783 °C. È altamente igroscopico e solubile in acqua. Esistono diversi idrati del sale noti, con formula generica La3Br·x H2O. Viene spesso utilizzato come fonte di lantanio nella sintesi chimica e come materiale di scintillazione in alcune applicazioni.

## Rivelatore a scintillazione al bromuro di lantanio
Il materiale scintillatore, il bromuro di lantanio attivato dal cerio (LaBr3(Ce)), è stato prodotto per la prima volta nel 2001. I rivelatori di radiazione basati su LaBr3(Ce) offrono una migliore risoluzione energetica, un'emissione rapida ed eccellenti caratteristiche di temperatura e linearità. La risoluzione energetica tipica a 662 keV è migliore rispetto ai rilevatori di ioduro di sodio. La migliore risoluzione è dovuta a una resa di fotoelettroni superiore del 160% rispetto a quella ottenuta con lo ioduro di sodio. Un altro vantaggio di LaBr3(Ce) è l'emissione fotografica quasi piatta in un intervallo di temperatura di 70 °C (variazione di ~1% nell'emissione luminosa).
Oggi i rivelatori a tribromuro di lantanio sono offerti con tubi fotomoltiplicatori bialcalini (PMT) che possono avere un diametro di due pollici (poco più di 2 cm) e una lunghezza di 10 pollici (25,4 cm) o più. Tuttavia, l'imballaggio in miniatura può essere ottenuto mediante l'uso di un rilevatore di deriva al silicio (SDD) o di un fotomoltiplicatore al silicio (SiPM). Questi diodi UV potenziati forniscono un'eccellente corrispondenza della lunghezza d'onda con una riga di emissione a 380 nm di LaBr3. L'SDD non è così sensibile alla temperatura e alla deriva di polarizzazione come il PMT. Le prestazioni spettroscopiche riportate della configurazione SDD hanno portato a una risoluzione energetica del 2,8% a 662 keV per le dimensioni del rivelatore considerate.
Il tribromuro di lantanio introduce una serie di funzionalità avanzate in una gamma di sistemi di rilevamento e identificazione dei radioisotopi di spettroscopia gamma utilizzati nel mercato della sicurezza. L'identificazione isotopica utilizza diverse tecniche (algoritmi) che si basano sulla capacità del rivelatore di discriminare i picchi. I miglioramenti nella risoluzione consentono una discriminazione più accurata dei picchi in intervalli in cui gli isotopi hanno spesso molti picchi sovrapposti e questo porta a una migliore classificazione degli isotopi. Lo screening di qualsiasi tipo di soggetto (come per esempio pedoni, merci, nastri trasportatori, container, veicoli) richiede spesso un'accurata identificazione isotopica per distinguere i materiali problematici da quelli non pertinenti (isotopi medici nei pazienti, materiali radioattivi presenti in natura).